# Urolophus cruciatus
Urolophus cruciatus е вид хрущялна риба от семейство Urolophidae.

## Разпространение
Видът е разпространен в Австралия (Виктория, Нов Южен Уелс, Тасмания и Южна Австралия).